# Tuber rufum
Tuber rufum subsp. rufum (Picco, Melethemata inauguralia de fungorum generatione et propagatione, Editura Ioan. Mich. Briolus, Augustae Taurinorum (Torino) 1788, p. 80 ) è un fungo ipogeo  facilmente riconoscibile per colore rossiccio.
(Picco)

## Descrizione della specie

### Carpoforo
0,5–4 cm in diametro, globoso irregolare o tuberiforme, a volte con la base appianata, coriaceo, leggermente vellutato. 
Peridiospesso fino a 0,3 mm, duro, da giallo ocra a rosso-bruno, prima liscio poi ruvido, costituito da minute verruche poligonali, spesso fessurato, ben differenziato dalla gleba.

### Gleba
Prima bianca e molle, poi dura, beige, infine bruno-rossastra, percorsa da venature biancastre, ramificate e numerose.
Odoreforte e nauseante nel fungo adulto.

## Microscopia
Spore18-38 x 15-26 µm (esclusi gli aculei), ellissoidali o subglobose, con aculei lunghi fino a 4 µm, giallo-rossastre in massa.
Aschiclaviformi, ellissoidi o piriformi con un lungo peduncolo, con numero di spore da 1 a 6.

## Habitat
Fungo micorrizico ipogeo piuttosto comune, cresce tutto l'anno in boschi di latifoglia (faggio, roverella, nocciolo), .

## Commestibilità
Non è considerato commestibile per l'odore nauseante e la consistenza tenace della carne.

## Nomi comuni
- Tartufo rosso, Rossetto; Trifula rusa (Piemonte)

## Etimologia
Dal latino rufus = biondo-rosso, per il colore del peridio.